# Џони Рамон
Џон Вилијам Камингс (енгл. John William Cummings 8. октобар 1948. - 15. септембар 2004), познатији по свом сценском имену Џони Рамон (енгл. Johnny Ramone), био је амерички гитариста и текстописац, најпознатији по томе што је гитариста панк рок бенда Рамонс. Био је један од оснивача бенда, и члан током целе њихове каријере. Умро је од рака простате 15. септембара 2004.
Године 2003., појавио се на Тајмовој листи 10 највећих електричних гитариста.. Исте године, он је био на 16. месту листе "100 највећих гитариста свих времена" часописа Ролинг стоун